# Calcio Lecco 2011-2012
Questa pagina raccoglie le informazioni riguardanti il Calcio Lecco nelle competizioni ufficiali della stagione 2011-2012.

## Stagione
Nella stagione 2011-2012 il Lecco disputa il girone A del campionato di Seconda Divisione, raccoglie 37 punti, con il 17° con il quart'ultimo posto. Ottiene il diritto a giocarsi il Play-out contro il Mantova per potersi salvare. Dopo un pareggio in casa ed una sconfitta a Mantova, il Lecco scende in Serie D tra i dilettanti, insieme al Montichiari, alla Sambonifacese ed alla Valenzana. Il torneo ha promosso in Prima Divisione il Treviso che ha vinto il campionato, con il San Marino ed il Cuneo che hanno vinto i Play-off. Una stagione difficile per il Lecco, sempre sul fondo della classifica, poi nelle ultime undici giornate i lariani sembrano cambiare passo e tentano un disperato recupero, ma riescono solo a raggiungere 37 punti ed evitare gli ultimi tre posti con la retrocessione diretta, mentre il Play-out lo deve giocare contro il Mantova. Il pari (1-1) al Ceppi e la sconfitta (2-1) di Mantova, condannano il Lecco a scendere tra i dilettanti, dove resta fino alla stagione 2018-2019 compresa. Unica nota positiva di questa amara stagione è la Coppa Italia di Lega Pro dove il Lecco ottiene il primo posto con la Cremonese nel girone C di qualificazione, poi nel primo turno ad eliminazione supera i cugini del Como (3-2), per poi cedere (4-1) al Lumezzane nel secondo turno.

## Rosa
| N. |                    | Ruolo | Calciatore           |
| -- | ------------------ | ----- | -------------------- |
|    | Italia (bandiera)  | P     | Giuseppe Aprea       |
|    | Italia (bandiera)  | D     | Alessandro Caforio   |
|    | Italia (bandiera)  | A     | Davide Castagna      |
|    | Italia (bandiera)  | C     | Paolo Castellazzi    |
|    | Italia (bandiera)  | C     | Fabrizio Castelnuovo |
|    | Italia (bandiera)  | A     | Matteo Cavagna       |
|    | Italia (bandiera)  | A     | Marco Civilleri      |
|    | Italia (bandiera)  | C     | Gianmarco Conti      |
|    | Italia (bandiera)  | C     | Tony D'Amico         |
|    | Italia (bandiera)  | A     | Simone Dell'Acqua    |
|    | Italia (bandiera)  | P     | Riccardo Durandi     |
|    | Camerun (bandiera) | D     | Solomon Enow         |
|    | Italia (bandiera)  | D     | Dennis Esposito      |
|    | Italia (bandiera)  | A     | Filippo Fabbro       |
|    | Senegal (bandiera) | A     | Ameth Fall           |
|    | Italia (bandiera)  | C     | Nicolò Galli         |
|    | Italia (bandiera)  | C     | Stefano Garzon       |

| N. |                   | Ruolo | Calciatore         |
| -- | ----------------- | ----- | ------------------ |
|    | Italia (bandiera) | C     | Fabio Gatti        |
|    | Italia (bandiera) | D     | Michele Ischia     |
|    | Italia (bandiera) | D     | Domenico Maiese    |
|    | Italia (bandiera) | D     | Lorenzo Marietti   |
|    | Italia (bandiera) | C     | Alex Mattaboni     |
|    | Italia (bandiera) | D     | Ivan Merli Sala    |
|    | Italia (bandiera) | C     | Nicola Padoin      |
|    | Italia (bandiera) | P     | Filippo Perucchini |
|    | Italia (bandiera) | D     | Simone Pizzuti     |
|    | Italia (bandiera) | C     | Mario Rebecchi     |
|    | Italia (bandiera) | D     | Mariano Rudi       |
|    | Italia (bandiera) | D     | Claudio Sciannamè  |
|    | Italia (bandiera) | A     | Domenico Suriano   |
|    | Italia (bandiera) | C     | Luca Tabbiani      |
|    | Italia (bandiera) | A     | Gianluca Temelin   |
|    | Italia (bandiera) | A     | Marco Valtulina    |
|    | Italia (bandiera) | A     | Luca Viviani       |

## Risultati

### Campionato

#### Girone di andata
| Lecco 4 settembre 2011 1ª giornata | Lecco           | 0 – 0 | Valenzana | Stadio Rigamonti-Ceppi\| Arbitro: \| Chiffi (Padova) \| |
| Arbitro:                           | Chiffi (Padova) |       |           |                                                         |

| Arbitro: | Fogliano (Perugia) |

|                          |           |                |
| D. Rosso 30’ Lenzoni 52’ | Marcatori | 27’ L. Viviani |

| Arbitro: | Intagliata (Siracusa) |

|             |           |                   |
| Temelin 42’ | Marcatori | 2’, 76’ Cozzolino |

| Arbitro: | Mangialardi (Pistoia) |

|                              |           |  |
| R. Taddei 45+1’ Crocetti 66’ | Marcatori |  |

| Arbitro: | Abisso (Palermo) |

|                        |           |                         |
| Fabbro 12’ Temelin 67’ | Marcatori | 48’ T. Paci 81’ Scaioli |

| Arbitro: | Giovani (Grosseto) |

|                                                |           |  |
| Varricchio 23’, 45+2’ Passerò 28’ Cristini 38’ | Marcatori |  |

| Arbitro: | Colarossi (Roma) |

|                           |           |                         |
| Fabbro 59’ Rebecchi 90+5’ | Marcatori | 39’ Falomi 44’ Boldrini |

| Arbitro: | Baldicchi (Città di Castello) |

|                    |           |                 |
| Temelin 64’ (rig.) | Marcatori | 90+2’ R. Rocchi |

| Arbitro: | Pierro (Nola) |

|                             |           |  |
| Caraceni 30’ Marineschi 41’ | Marcatori |  |

| Arbitro: | Todaro (Palermo) |

|            |           |                          |
| Ischia 79’ | Marcatori | 15’ Dimas 65’ Bettenzana |

| Arbitro: | Dei Giudici (Latina) |

|                                               |           |            |
| Pelagatti 15’ Villanova 30’, 38’ Lapadula 60’ | Marcatori | 25’ Fabbro |

| Arbitro: | De Meo (Foggia) |

|                        |           |                 |
| Fall 48’ Mattaboni 55’ | Marcatori | 32’ I. Graziani |

| Treviso 13 novembre 2011 13ª giornata | Treviso            | 0 – 0 | Lecco | Stadio Omobono Tenni\| Arbitro: \| Fogliano (Perugia) \| |
| Arbitro:                              | Fogliano (Perugia) |       |       |                                                          |

| Lecco 16 novembre 2011 14ª giornata | Lecco            | 0 – 0 | Renate | Stadio Rigamonti-Ceppi\| Arbitro: \| Ferrari (Mestre) \| |
| Arbitro:                            | Ferrari (Mestre) |       |        |                                                          |

| Arbitro: | Cangiano (Napoli) |

|                           |           |  |
| Vittori 66’ A. Barone 84’ | Marcatori |  |

| Arbitro: | Magnani (Frosinone) |

|  |           |                                                   |
|  | Marcatori | 18’, 63’ Turchetta 47’, 79’ Fioretti 54’ De Cenco |

| Arbitro: | G. Ceccarelli (Rimini) |

|               |           |           |
| Del Sante 55’ | Marcatori | 5’ Ischia |

| Arbitro: | Baldicchi (Città di Castello) |

|             |           |                                                       |
| Temelin 14’ | Marcatori | 6’ Cazzamalli 11’ Mezgour 17’ I. Marconi 60’ Demartis |

| Arbitro: | Caso (Verona) |

|  |           |             |
|  | Marcatori | 38’ Temelin |

#### Girone di ritorno
| Arbitro: | Mangialardi (Pistoia) |

|                                        |           |  |
| Miracoli 2’ (rig.), 62’ Chiazzolino 7’ | Marcatori |  |

| Arbitro: | Pierro (Nola) |

|  |           |                               |
|  | Marcatori | 12’, 62’ D. Rosso 37’ Lenzoni |

| Arbitro: | Greco (Lecce) |

|                                  |           |  |
| Serafini 24’, 90+3’ Bruccini 30’ | Marcatori |  |

| Arbitro: | D. Ceccarelli (Terni) |

|                                 |           |                            |
| Fabbro 58’ Valtulina 89’ (rig.) | Marcatori | 20’ Agnesina 65’ R. Taddei |

| Arbitro: | Vallorani (San Benedetto del Tronto) |

|               |           |                           |
| Tabanelli 69’ | Marcatori | 29’ (aut.) Sirri 39’ Fall |

| Arbitro: | Oliveri (Palermo) |

|  |           |                            |
|  | Marcatori | 13’ Fantini 85’ Di Quinzio |

| Arbitro: | Baldicchi (Città di Castello) |

|              |           |  |
| Doveri 89+1’ | Marcatori |  |

| Arbitro: | Taioli (Cesena) |

|               |           |  |
| R. Rocchi 40’ | Marcatori |  |

| Arbitro: | D'Iasio (Matera) |

|                         |           |             |
| Pizzuti 11’ Cavagna 43’ | Marcatori | 17’ Zanetti |

| Arbitro: | Ferrari (Mestre) |

|                             |           |                    |
| Kyeremateng 79’ Justino 86’ | Marcatori | 42’ (rig.) Temelin |

| Arbitro: | Zappatore (Taranto) |

|                  |           |              |
| Cavagna 24’, 38’ | Marcatori | 26’ Lapadula |

| Arbitro: | Castrignanò (Brindisi) |

|               |           |                 |
| Schiavini 38’ | Marcatori | 58’, 70’ Fabbro |

| Arbitro: | Colarossi (Roma) |

|  |           |                            |
|  | Marcatori | 35’ M. Perna 74’ Torromino |

| Arbitro: | De Meo (Foggia) |

|            |           |             |
| Mazzini 5’ | Marcatori | 9’ N. Galli |

| Arbitro: | Caso (Verona) |

|                    |           |                              |
| Temelin 52’ (rig.) | Marcatori | 26’ Mastronicola 43’ Zanigni |

| Arbitro: | Ripa (Nocera Inferiore) |

|              |           |            |
| Fioretti 70’ | Marcatori | 11’ Fabbro |

| Arbitro: | Benassi (Bologna) |

|                           |           |                           |
| Cavagna 40’, 66’ Fall 47’ | Marcatori | 1’ Cinque 34’ Pietribiasi |

| Arbitro: | Cangiano (Napoli) |

|  |           |               |
|  | Marcatori | 90+1’ Temelin |

| Arbitro: | Formato (Benevento) |

|                           |           |                |
| Merli Sala 59’ Fabbro 78’ | Marcatori | 88’ Barichello |

### Play-out
| Arbitro: | La Penna (Roma) |

|             |           |                 |
| Cavagna 11’ | Marcatori | 77’ St. Franchi |

| Arbitro: | Cifelli (Campobasso) |

|                         |           |            |
| Spinale 14’ Maschio 39’ | Marcatori | 90+1’ Fall |

### Coppa Italia

#### Girone C
| Arbitro: | Minelli (Varese) |

|                                |           |  |
| Musetti 52’ (rig.) Bocalon 84’ | Marcatori |  |

| Lecco 21 agosto 2011 2ª giornata | Lecco            | 0 – 0 | Südtirol | Stadio Rigamonti-Ceppi\| Arbitro: \| Tardino (Milano) \| |
| Arbitro:                         | Tardino (Milano) |       |          |                                                          |

| Arbitro: | Ferrari (Mestre) |

|  |           |              |
|  | Marcatori | 85’ Rebecchi |

| 28 agosto 2011 4ª giornata |  | – Turno di riposo Lecco |  |  |

| Arbitro: | Brasi (Seregno) |

|                                        |           |               |
| Temelin 13’ Tabbiani 45+3’ Pizzuti 87’ | Marcatori | 19’ Brighenti |

#### Turni ad eliminazione diretta
| Arbitro: | Minelli (Varese) |

|                                |           |                                                 |
| Ischia 45+1’ Fabbro 77’, 90+1’ | Marcatori | 37’ (rig.) Lewandowski 51’ (rig.) Al. Filippini |

| Arbitro: | Mangialardi (Pistoia) |

|                                                  |           |            |
| Inglese 1’ Fondi 20’ F. Ferrari 23’ Loiacono 84’ | Marcatori | 76’ Fabbro |